# Revista „Vlăstarul”

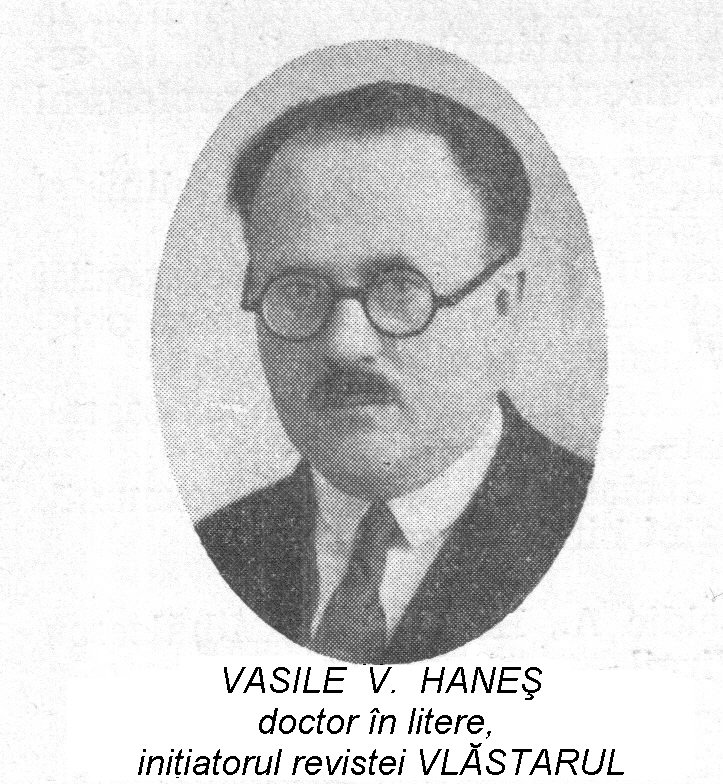
prof. Victor V. Haneș

Vlăstarul este revista Colegiului National „Spiru Haret” din București, primul număr apărând în anul 1923, la inițiativa profesorului Vasile V.Haneș. 
Codul de identificare ISSN este 2065 – 4308 și a fost acordat la data de 16.05.2012 (ISSN-L = 2065 – 4308). Codul ISSN de legatura sau ISSN-L permite legatura dintre editiile unei resurse continue, pe suporturi media diferite (print, CD-ROM, online).

## Istoric
Pe data de 25 decembrie 1923, vedea lumina tiparului revista Liceului „Spiru Haret”: Vlăstarul, la inițiativa profesorului de limba și literatura română Vasile V. Haneș. Colectivul redacțional era alcătuit din: Nelu Ciorănescu, Emil Ștefănescu, Vasile I. Velciu. Cele 17 pagini ale primului număr au fost tipărite la Institutul de Arte Grafice „Lucia”.  Numerele care au urmat s-au bucurat de contribuția unor elevi ce au devenit personalități marcante ale culturii române: Mircea Eliade, Constantin Noica, Nicolae Steinhardt, Alexandru Ciorănescu, Alexandru Elian, Barbu Brezianu, Alexandru Paleologu, Dinu Pillat, Haig Acterian. Coordonatorul revistei, V.V.Haneș, a explicat succesul acestei publicații școlare încă din anul 1939: „Cred că cheia izbândei revistei noastre a stat în aplicarea unui principiu: respectarea personalității elevului” (în nr. 7-8, revista Vlăstarul, articolul intitulat 15 ani...). Un colaborator important al revistei a fost și Eugen Ionescu, elev pe atunci al Colegiului Național „Sfântul Sava” din București.
Istoria revistei a fost sinuoasă, cu urcușuri și coborâșuri. În anul 1943, activitatea redacțională este întreruptă. Despre numărul apărut în anul 1943 (40 de pagini)  s-a știut foarte puțin, astfel că, în Dicționarul presei literare românești, sunt menționate următoarele momente ale revistei în perioada interbelică: „Apare, la București, bilunar (25 dec.1923 - 25 dec. 1930), apoi lunar (ian. 1931 - apr.-mai 1939; oct. 1939 - dec. 1942)”.   
Activitatea redacțională va fi reluată în anul 1968, la insistențele directorului de atunci: prof. Aurelia Teodorescu, până în anul 1972. În perioada care a urmat, până în anul 1989, istoria revistei este tulbure, apărând sporadic.
Un rol important în reluarea activității redacționale i-a revenit profesorului de istorie, Adrian Pascu, director al Colegiului Național „Spiru Haret” în perioada 1993-2006.Revista a apărut constant până în anul 2003. După acest an, a urmat o etapă de apariții sporadice.
La inițiativa unor elevi ai Colegiului Național „Spiru Haret” din București (Iuliana-Maria Neagoie, Irina Ungureanu, Vlad Boerașu, Răzvan Avădanei), susținuți de prof. Alexandru Constantinescu (director al liceului între anii 2008-2017) și de prof. Corina Buzoianu (limba și literatura română), revista Vlăstarul a prins din nou viață în anul 2011. De atunci apare neîntrerupt.

## Revista în ultimii ani
În anul 2013, când s-au împlinit 90 de ani de la înființarea revistei, s-a realizat o medalie aniversară. Sigla revistei,  reprodusă pe una din fațetele medaliei, a fost aleasă, în anul 2012,  la inițiativa prof. Alexandru Constantinescu, care a observat acest „vlăstar” stilizat în miniatură pe coperta volumului ce cuprinde numere din anii 1929-1931.
În același an, unii membri ai echipei de redacție au participat la un concurs jurnalistic destinat elevilor: Elevii dau news pentru ca, în anul următor, să se ivească ocazia de a promova revista în cadrul Târgului Interregional al Firmelor de exercițiu de la Straja. Astfel, s-a înființat firma de exercițiu S.C. „Vlăstarul” S.R.L. (profil: editură) care, în cadrul competiției firmelor de exercițiu, a obținut și premiul pentru cea mai bună promovare online.

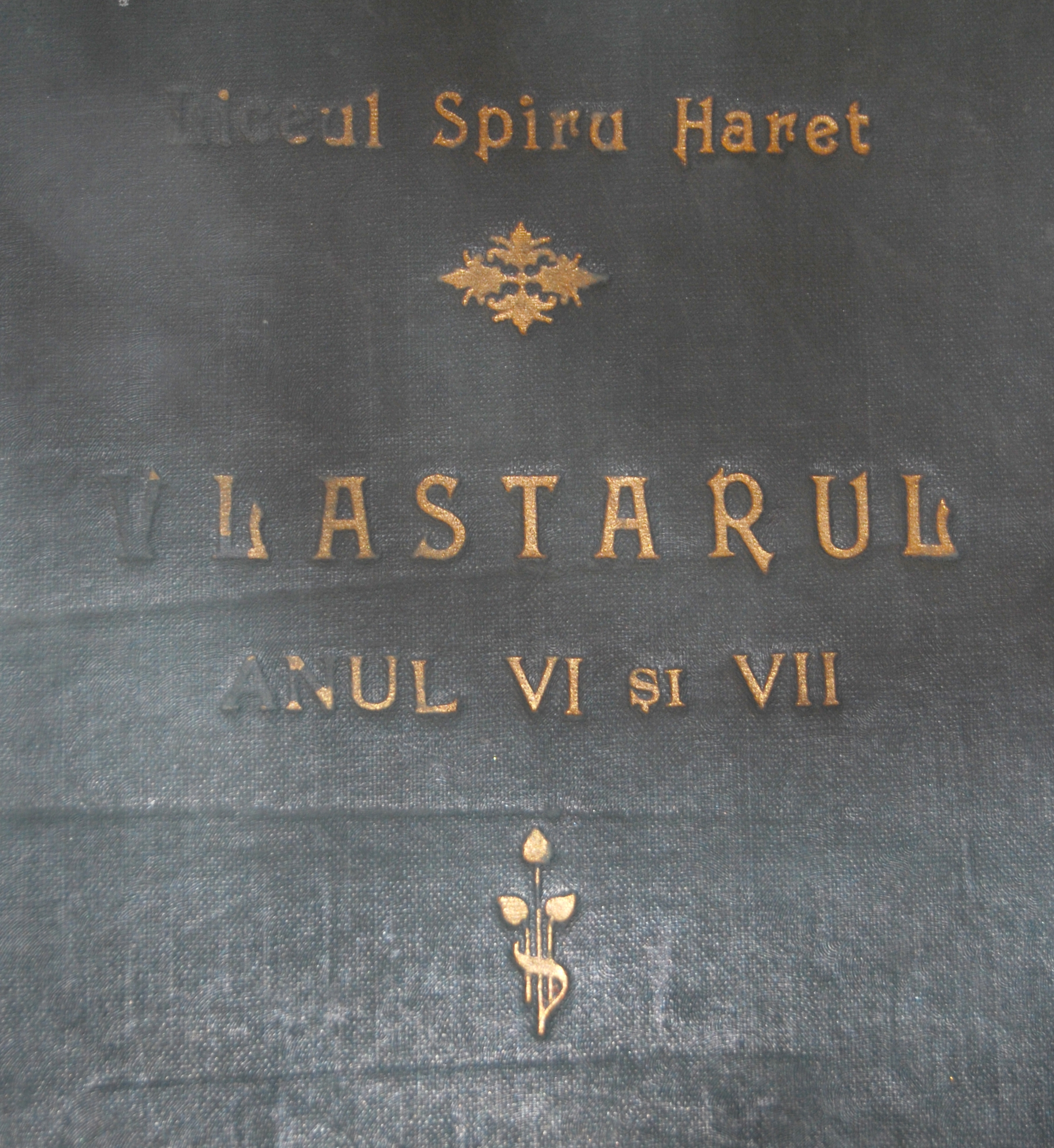
Volum „Vlăstarul” din perioada interbelică

În prezent, revista Vlăstarul apare bianual, într-un format nou (aproximativ 90 de pagini). Misiunea acestei publicații școlare rămâne aceea  de a promova tradiția culturală a Colegiului Național „Spiru Haret” din București  și „de a permite manifestarea autentică a fondului sufletesc al câtorva. Talentul nu e axa de susținere a gesturilor din arta tinerilor. Dacă se găsește, cu atât mai bine. Tinerii sunt artiști dintr'altă pricină: pentru că sunt autentici“.(Constantin Noica, Vlăstarul, anul V, nr. 1, p.7). Mai mult: întrucât formatul tipărit nu permite redarea complexității acestui „fond sufletesc”, începând din anul 2018, revista se bucură și de suport online: vlastarul.com.

## Au publicat în revista „Vlăstarul”:
- Haig Acterian
- Barbu Brezianu
- Alexandru Ciorănescu
- Mircea Eliade
- Alexandru Elian
- Grigore C. Moisil
- Constantin Noica
- Alexandru Paleologu
- Dinu Pillat
- Nicolae Steinhardt[5]

## Premii
- În anii 2000, 2001, 2002, 2014, 2015, 2016, 2018, revista „Vlăstarul” a câștigat Titlul de Laureat în cadrul Concursului Național de Reviste Școlare.